# Ilsanseo-gu
Ilsanseo-gu es un distrito de la ciudad de Goyang,provincia de Gyeonggi-do, Corea del Sur. Tiene una población estimada, a fines de septiembre de 2021, de 299,928 habitantes.

## Galería de imágenes

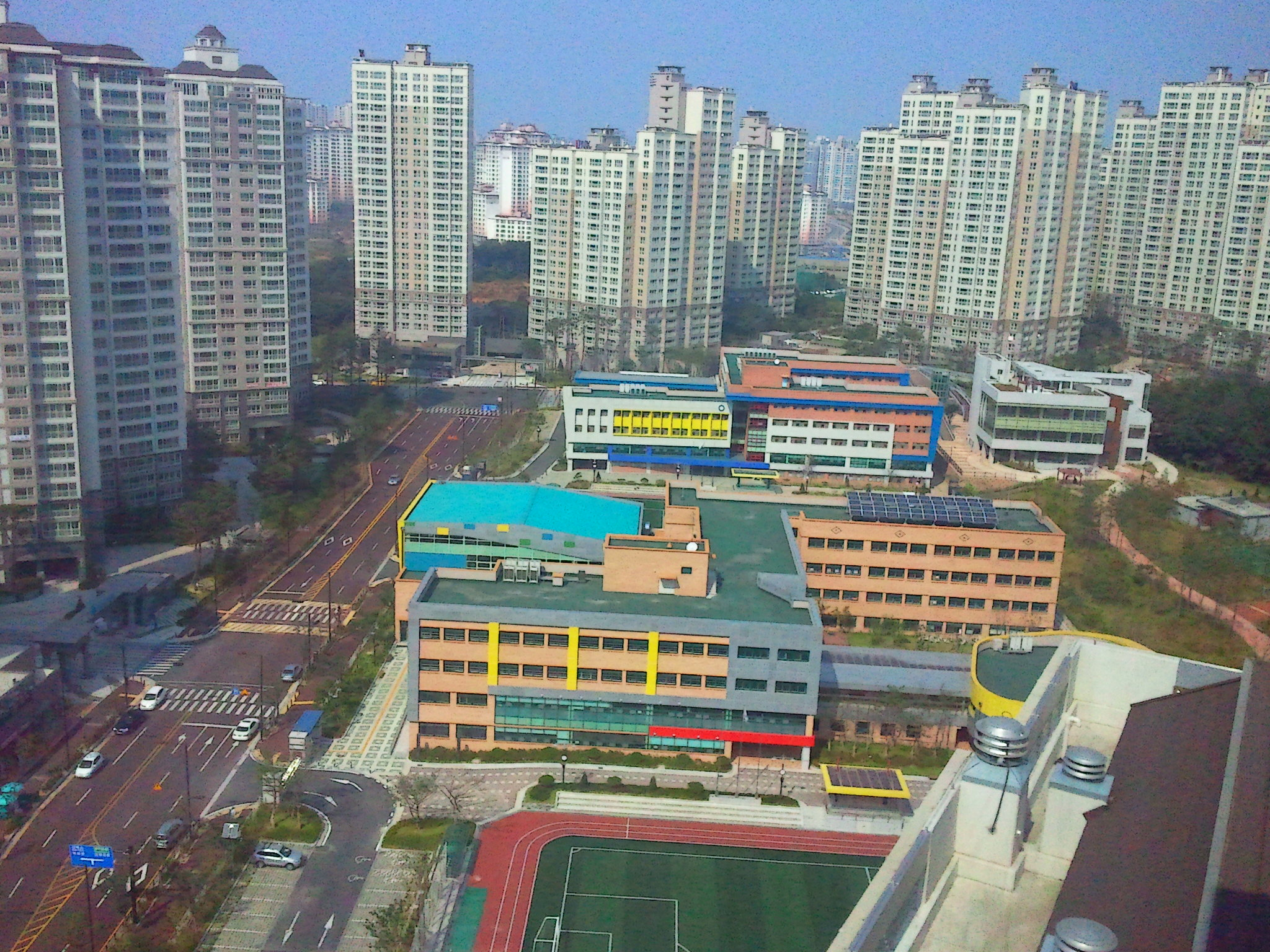
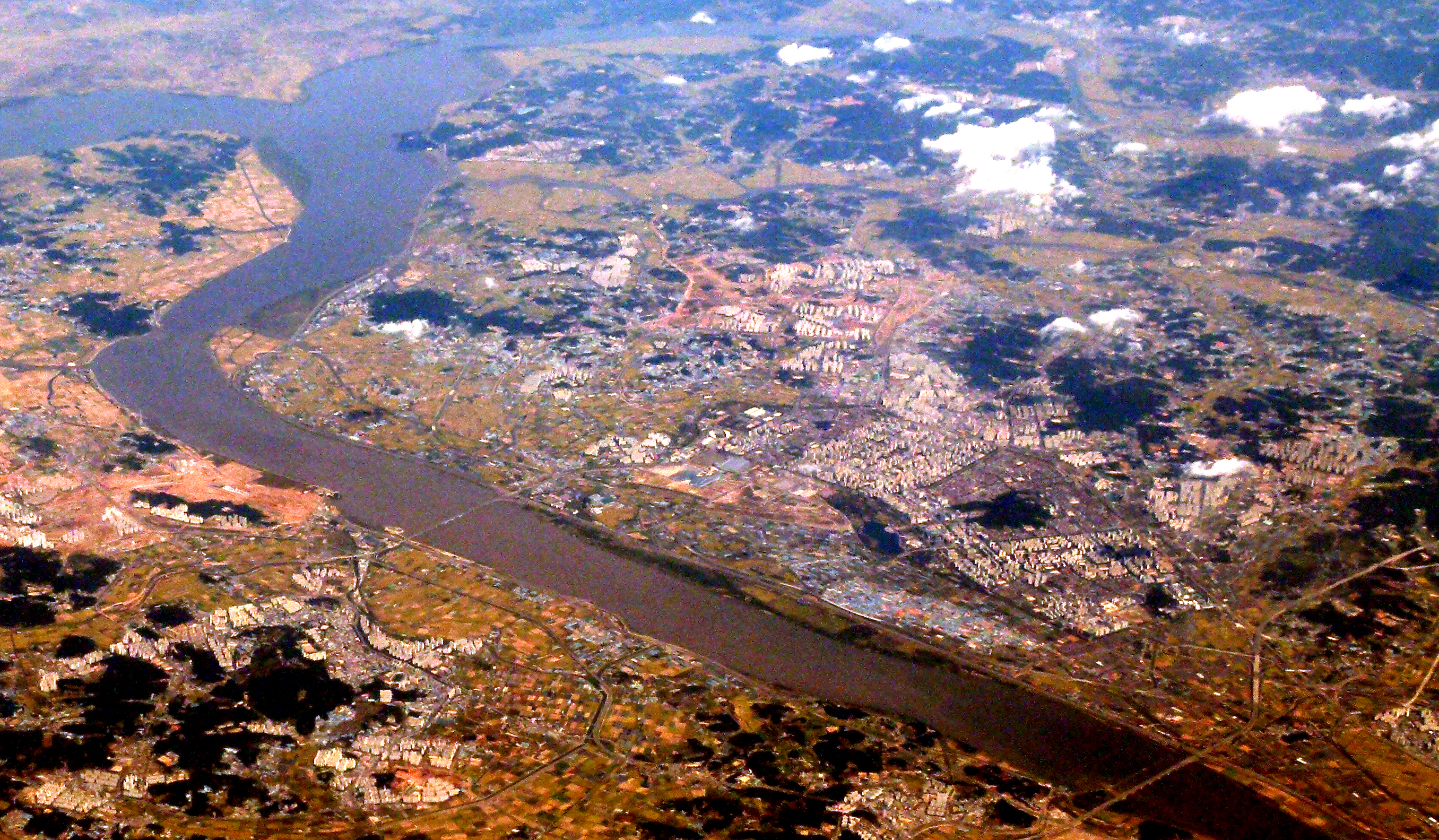
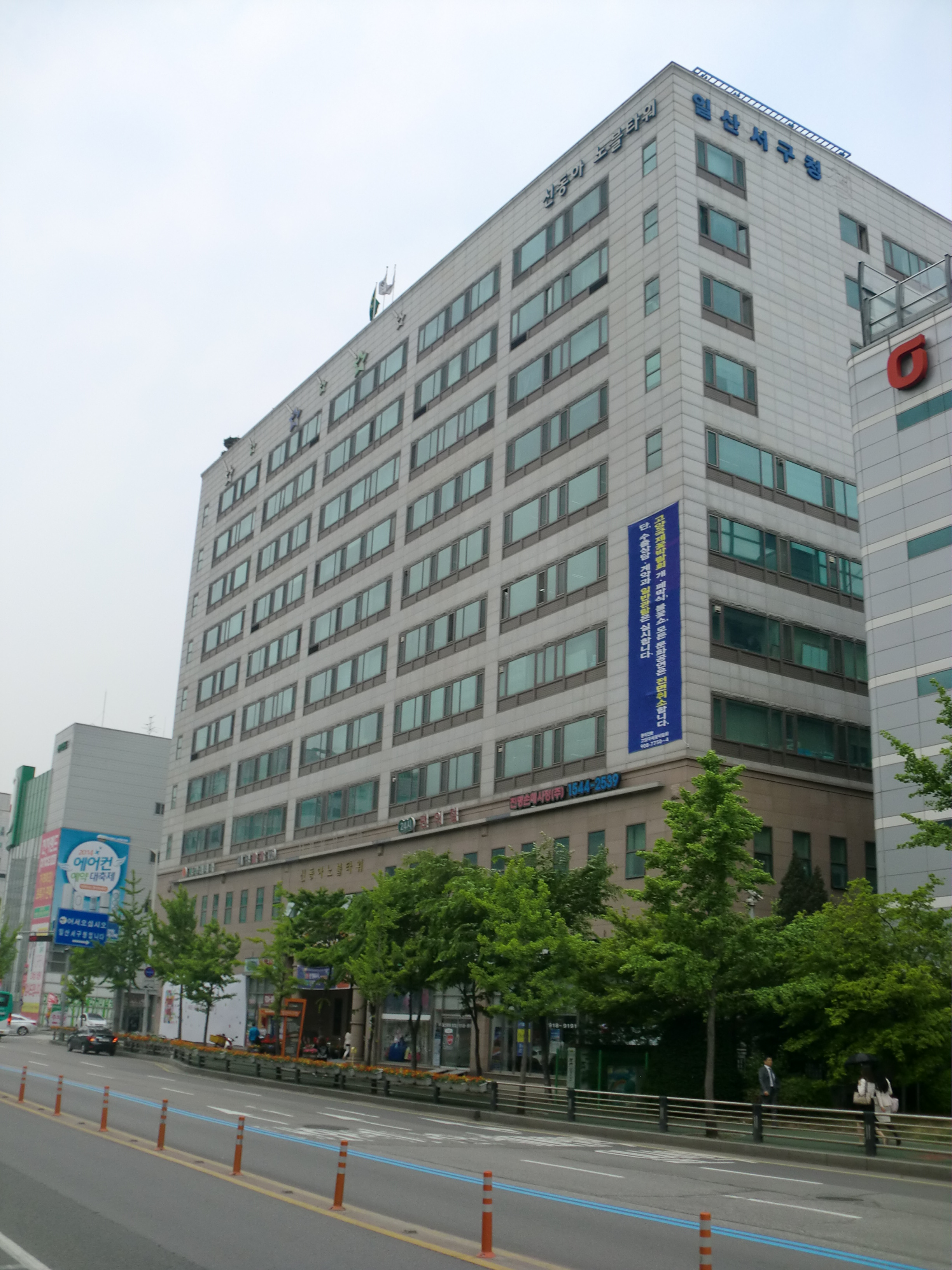

## Administración
El distrito se divide en ocho dongs (subdistritos):
- Ilsan (일산1~3동)
- Tanhyeon-dong (탄현동)
- Juyeop (주엽1~2동)
- Daehwa-dong (대화동)
- Songpo-dong (송포동)
- Songsan-dong (송산동)
- Deogi-dong (덕이동)